# 辻 (小惑星)
辻（つじ、8314 Tsuji）は小惑星帯に位置する小惑星のひとつ。
1995年に円舘金と渡辺和郎が北見市で発見した小惑星であり、恒星大気や分光法の研究で知られる辻隆に因んで命名された。